# Filip Bradarić
Filip Bradarić (ur. 11 stycznia 1992 w Splicie) – chorwacki piłkarz grający na pozycji pomocnika, zawodnik Al-Ain FC (wyp. z Cagliari Calcio). W latach 2016–2019 reprezentant Chorwacji.

## Życiorys

### Kariera klubowa
Jest wychowankiem Hajduka Split. W 2011 dołączył do pierwszego zespołu tego klubu, po czym został wypożyczony do końca trwania sezonu 2012/2013 do NK Primorac 1929 z Druga hrvatska nogometna liga. W rozgrywkach Prva hrvatska nogometna liga zadebiutował 13 lipca 2013 na stadionie Stanovi (Zadar, Chorwacja) w wygranym 5:1 meczu z NK Zadar, zmieniając w 78 minucie Tonći Mujana. 3 lutego 2015 odszedł do HNK Rijeka, kwota odstępnego 300 tys. euro. W sezonie 2016/2017 zdobył wraz z klubem mistrzostwo i puchar kraju. 3 sierpnia 2018 został sprzedany do włoskiego klubu Cagliari Calcio z Serie A, kwota odstępnego 5,9 milionów euro. 2 września 2019 odszedł na wypożyczenie do Hajduka Split. 24 stycznia 2020 zostaje ponownie wypożyczony, tym razem do hiszpańskiej drużyny Celta Vigo z Primera División.
24 października 2020 został wypożyczony do saudyjskiego klubu Al-Ain FC z Saudi Professional League.

### Kariera reprezentacyjna
Reprezentant Chorwacji w kategoriach U-19 i U-21. W seniorskiej reprezentacji Chorwacji zadebiutował 15 listopada 2016 na stadionie Windsor Park (Belfast, Irlandia Północna) w wygranym 3:0 towarzyskim meczu z Irlandią Północną. Zagrał w nim przez pełne 90 minut.
W maju 2018 został wybrany do 23-osobowej kadry Chorwacji na Mistrzostwa Świata w Piłce Nożnej 2018 w Rosji. 4 czerwca 2018 Bradarić znalazł się w finałowej kadrze Chorwacji na Mistrzostwa Świata. 26 czerwca 2018 wszedł w 65 minucie za Lukę Modrića w meczu Mistrzostw Świata FIFA 2018 przeciwko Islandii, stając się trzecim zawodnikiem w historii HNK Rijeka, który wystąpił na Mistrzostwach Świata FIFA.

## Sukcesy

### Klubowe
Primorac 1929
- Treća hrvatska nogometna liga: 2011-12

HNK Rijeka
- Mistrz Chorwacji: 2016–17
- Zdobywca Pucharu Chorwacji: 2016–17

### Reprezentacyjne
Chorwacja
- Drugie miejsce w Mistrzostwach Świata FIFA: 2018

## Odznaczenia
- Order Księcia Branimira (2018)[13]